# سیریل گان
سیریل گان (انگلیسی: Ciryl Gane؛ زادهٔ ۱۲ آوریل ۱۹۹۰) ورزشکار هنرهای رزمی ترکیبی اهل فرانسه است.
گان، یک رزمی‌کار حرفه‌ای ترکیبی، بازیگر و مبارز سابق موی تای اهل فرانسه است. او در حال حاضر در بخش سنگین وزن سازمان یواف‌سی رقابت می‌کند، جایی که او قهرمان موقت سابق دسته سنگین وزن یواف‌سی است. گین که از سال ۲۰۱۴ به عنوان یک حرفه‌ای فعالیت می‌کند، پیش از این در لیگ برتر ام‌ام‌ای با ناک اوت فنی نیز شرکت کرده و در آنجا قهرمان سنگین وزن شده است. در تاریخ ۱۲ اوت ۲۰۲۵، او در رتبه اول سنگین وزن یواف‌سی قرار دارد.